# Arquitectura del franquismo

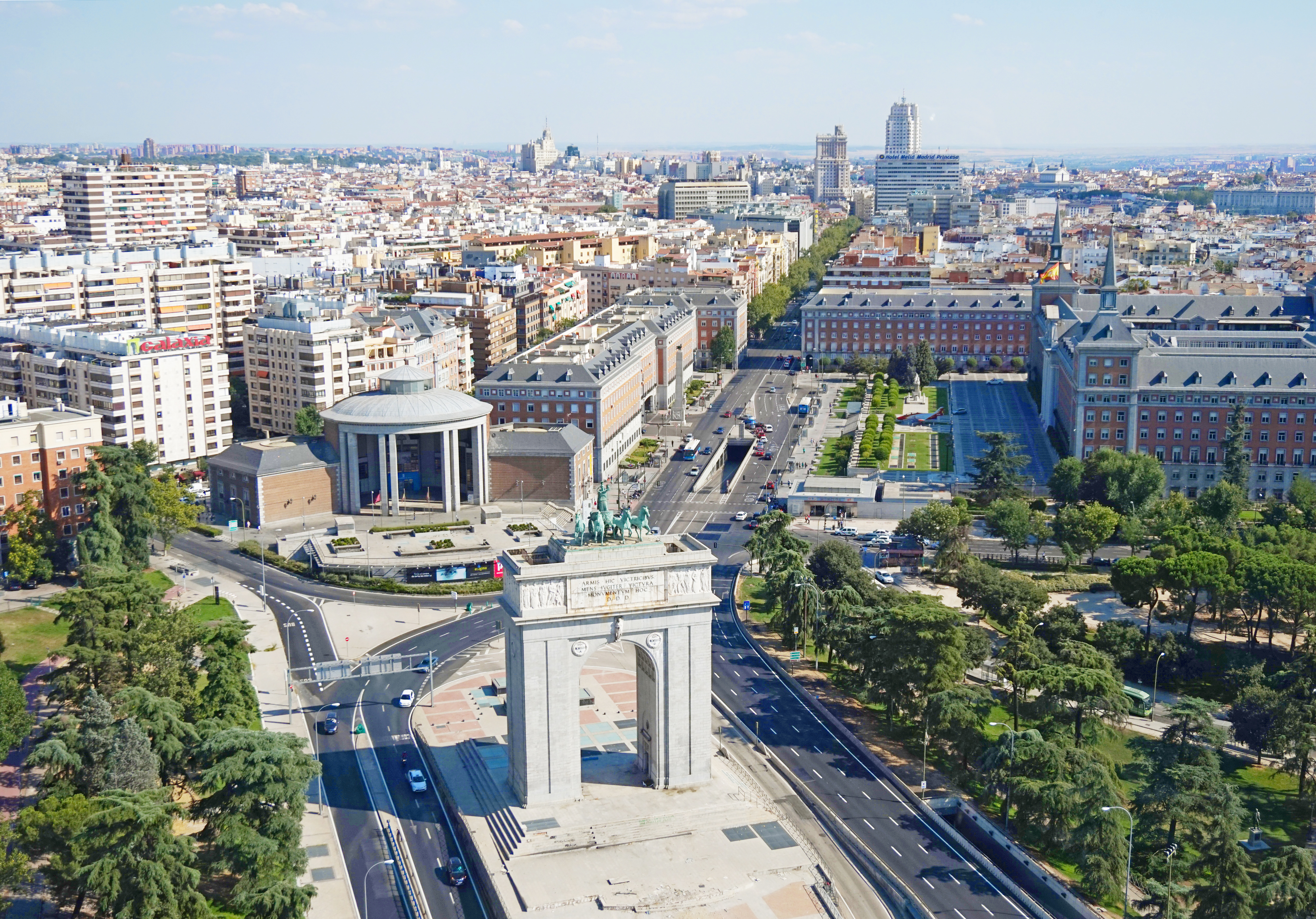
La plaza de la Moncloa, Madrid, epicentro de la arquitectura franquista.

La arquitectura del franquismo o franquista es el término historiográfico que recibe la arquitectura desarrollada en España durante la dictadura de Francisco Franco (1939-1975). No es un estilo arquitectónico plenamente uniforme, dado que contuvo a diversos estilos tan diversos como el historicismo y el movimiento moderno.
Se divide en dos grandes fases paralelas a la situación económico-social del país: La primera es la más representativa y se desarrolla al inicio de la dictadura, en la autarquía del primer franquismo, de ahí que se conozca como arquitectura de la Autarquia. Está caracterizada por un rechazo general al racionalismo (frecuente durante la Segunda República) y por reinterpretar de manera ecléctica los estilos históricos del imperio Español. Especialmente se basa en el herrerianismo, siendo el estilo neoherreriano la corriente principal de este periodo, y, en menor medida, el neoclasicismo villanoviano. Se le conocía en sus orígenes como estilo imperial. También hay ciertos toques racionalistas a través de la reproducción de la arquitectura de la Alemania nazi y de la Italia fascista. La arquitectura de la autarquía se ve condicionada por los graves problemas económicos de la España de posguerra y la necesidad de reconstruir el país. Así mismo presenta una gran carga ideológica de carácter nacionalsindicalista.

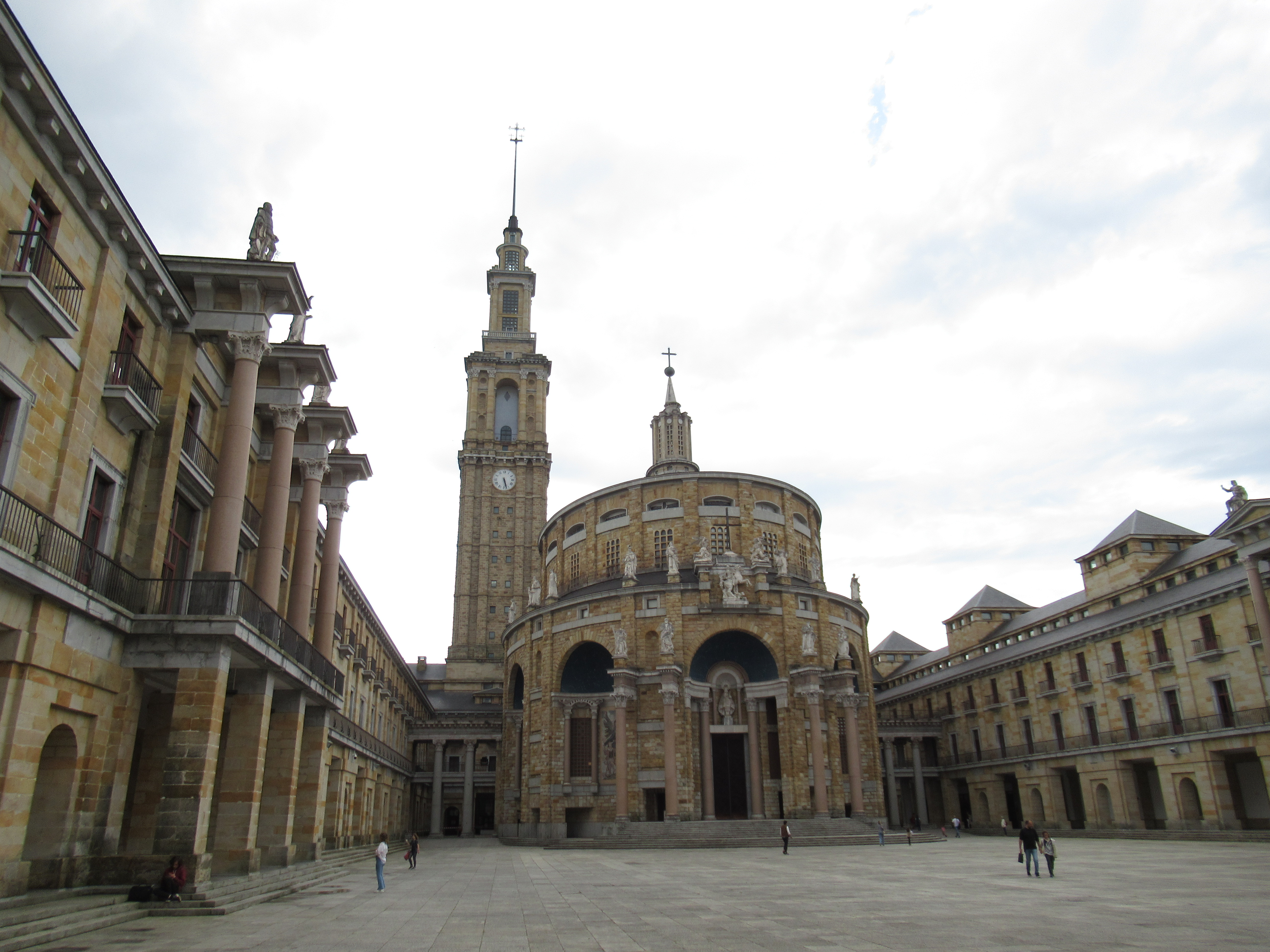
Universidad Laboral de Gijón

En la segunda etapa, paralela al segundo franquismo, el aperturismo económico del país permite una asimilación del movimiento moderno, incorporando paulatinamente durante los 1950 y en especial los 1960 nuevas formas y planteamientos arquitectónicos más vanguardistas. Destaca la vuelta al racionalismo, aunque proliferaron otros estilos como la arquitectura orgánica y el brutalismo. Esta segunda fase estaría liderada por los arquitectos de la Escuela de Madrid.
Destacan el complejo de Moncloa en Madrid, el Valle de Los Caídos, el edificio España y la Universidad Laboral de Gijón como los edificios más representativos de la primera etapa. Sobresale el edificio Torres Blancas como ícono de la segunda etapa.

## Arquitectura de la Autarquía

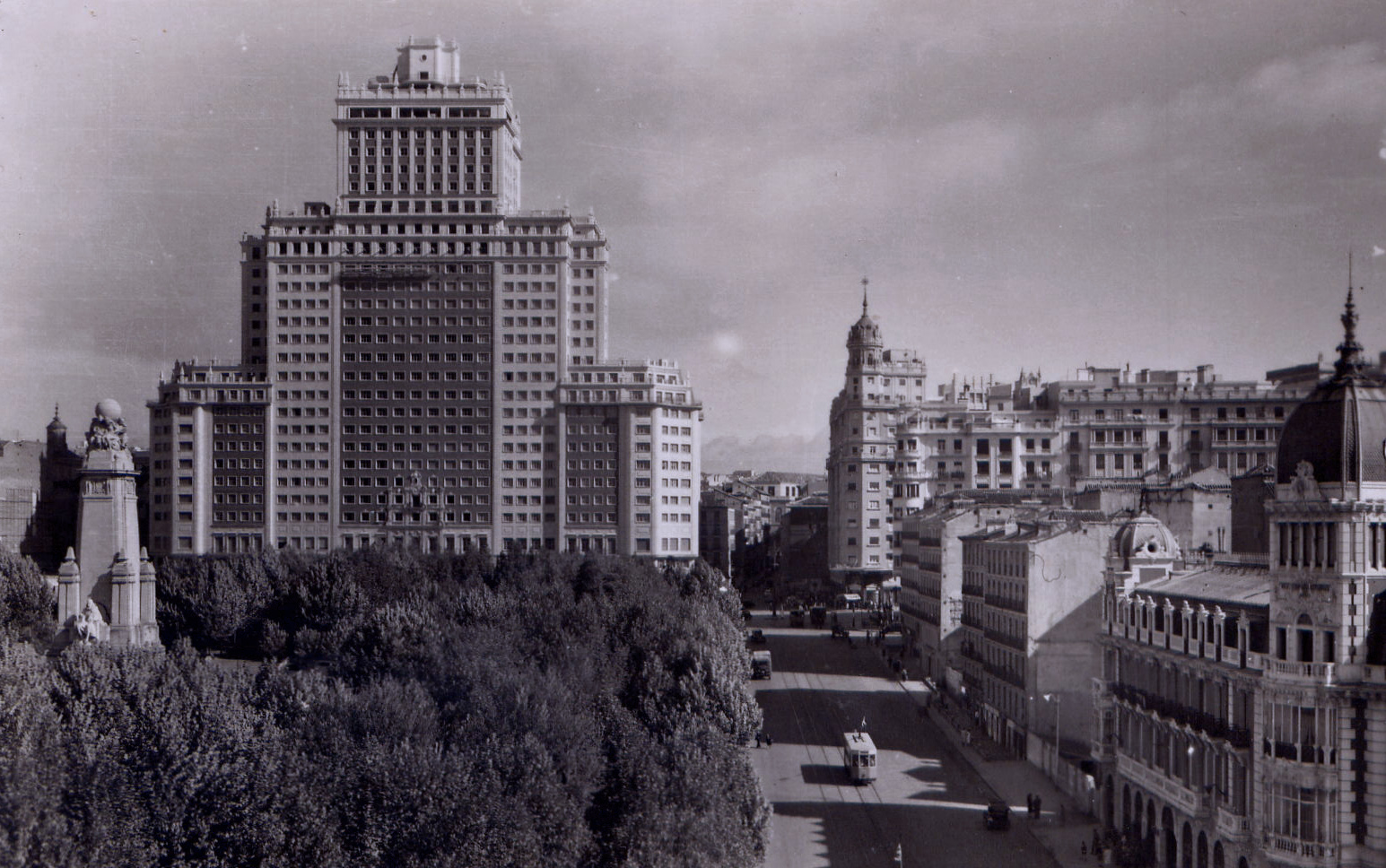
Edificio España, Madrid. Construido por José María y Julián Otamendi entre 1948 y 1953, fue el edificio más alto de España.

El gremio de los arquitectos sufre un revés tras la guerra. Del referente arquitectónico de la II República, la asociación progresista catalana  GATCPAC y su versión española GATEPAC, habían quedado pocos arquitectos; muchos de ellos se habían exiliado, incluido uno de sus fundadores, Josep Lluís Sert. Otros habían sido represaliados, como Sixte Illescas, y adquirirían un perfil innovador más bajo. Entre 1939 y 1942, dentro de las represalias a profesionales, se sancionaron a 177 arquitectos, un 16% del total. La sanción incluía desde multas hasta la inhabilitación profesional.
La arquitectura de la autarquía o del primer franquismo (1939-1959) está condicionada por 3 grandes factores:
- La necesidad de reconstruir el país tras la Guerra Civil, lo que conlleva serios problemas de abastecimiento de materias primas, especialmente cemento y acero.[10]

- La muestra del poder estatal y de su capacidad de gestión y reconstrucción mediante obras públicas de gran envergadura, que contrastan con la precaria situación del país.[4] Proliferan edificios públicos como escaparate del ideario del régimen. Se construyen hospitales, casas sindicales, edificios de Correos, universidades laborales, monumentos de toda índole, iglesias, barriadas, pueblos, etc.

- La búsqueda de un estilo que aglutinara los objetivos y valores del nuevo estado. Esta tarea corrió a cargo de ideólogos falangistas, que tomaron como modelo al Imperio Español y por ende a los estilos artísticos de dicho periodo.[11]

A nivel estético la arquitectura de la Autarquía destaca por su oposición al racionalismo y por usar de manera ecléctica estilos artísticos históricos españoles, pudiendo denominarse como arquitectura historicista. El Régimen, a través de ideólogos falangistas, buscaba una arquitectura que lo validase y que pudiera servirle como símbolo de poder. Es por ello que la arquitectura sería principalmente historicista, rebuscando en los estilos castizos y tradicionales españoles. Tras descartar a los estilos regionalistas (que ya habían triunfado en la década de 1920), se encontró un estilo plenamente español en los estilos desarrollos entre el siglo XVII y XVIII. Se tomarían como referencia a El Escorial, el Alcázar de Toledo y el Museo del Prado, así como a los arquitectos Juan de Herrera y Juan de Villanueva. Con base en la obra de estos arquitectos, habrá dos grandes corrientes que dominen la arquitectura española desde 1939 hasta principios de los 1950:

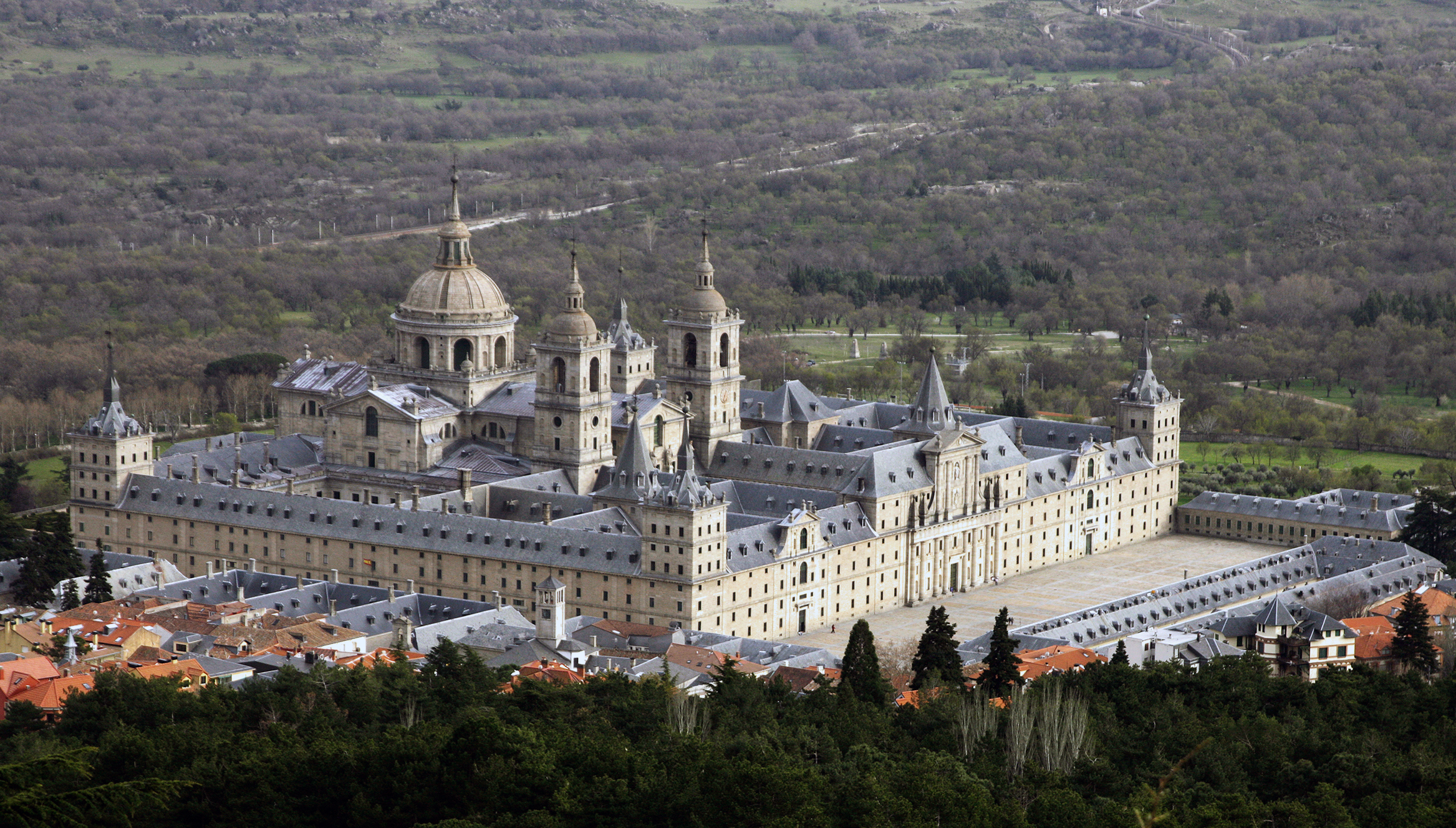
El Real Monasterio de San Lorenzo de El Escorial, de Juan de Herrera, es el referente de la arquitectura neoherreriana.

- Estilo Neoherriano, inspirado en la arquitectura herreriana, estilo sobrio y austero propio de la construcción civil durante el renacimiento. Se basa principalmente en la obra del arquitecto Juan de Herrera, autor del Monasterio de El Escorial. De este estilo incorporan la sobriedad general, el uso de ladrillo, piedra y pizarra como materiales exteriores, portadas de acceso, inscripciones, decoración con heráldica y el uso de torres y chapiteles austriacos.[14] Destaca el Cuartel General del Ejército del Aire, Madrid.[4][15]

- Estilo Neovillanoviano, de corte más clasicista y menos castizo, está basada en el mayor arquitecto neoclasicista español: Juan de Villanueva, autor del Museo del Prado.[16][1] Destaca la sede del CSIC, Madrid.[4]

En menor medida está el neobarroco (Ej: Delegación de Hacienda de Bilbao) y un acercamiento a líneas nazis y fascistas italianas (Ej: Arco de la Victoria). Cabe destacar por su singular monumentalismo a la mayor obra religiosa de este periodo, el Valle de los Caídos, proyecto estrechamente relacionado con el régimen y que sería construido entre 1940 y 1958 bajo proyecto de Pedro Muguruza, considerado como el arquitecto personal de Franco.También hay que mencionar a la Universidad Laboral de Gijón (1948-1957), un enorme complejo educativo diseñado por Luis Moya Blanco.
Este historicismo en la mayoría de casos se destinó únicamente a los exteriores, puesto que en los interiores se aplicó una distribución funcionalista propia del estilo racionalista.
|                                                                                            |
| El Colegio Mayor San Pablo (1951) de Madrid mezcla el estilo villanoviano y neoherreniano. |

|                              |
| El Museo de América (Madrid) |

|                                            |
| Edificio de la Agencia Tributaria (Bilbao) |

|                             |
| Arco de la Victoria, Madrid |

|                               |
| Sede central del CSIC, Madrid |

|                               |
| Ayuntamiento Nuevo de Zamora. |

|                                             |
| Edificio de la Caja de Ahorros de Valencia. |

|                                                                      |
| Edificio de la Subdelegación del Gobierno en Santa Cruz de Tenerife. |

- Wikimedia Commons alberga una categoría multimedia sobre arquitectura neoherreriana en España.

### Construcción: Ladrillo, pizarra y piedra.

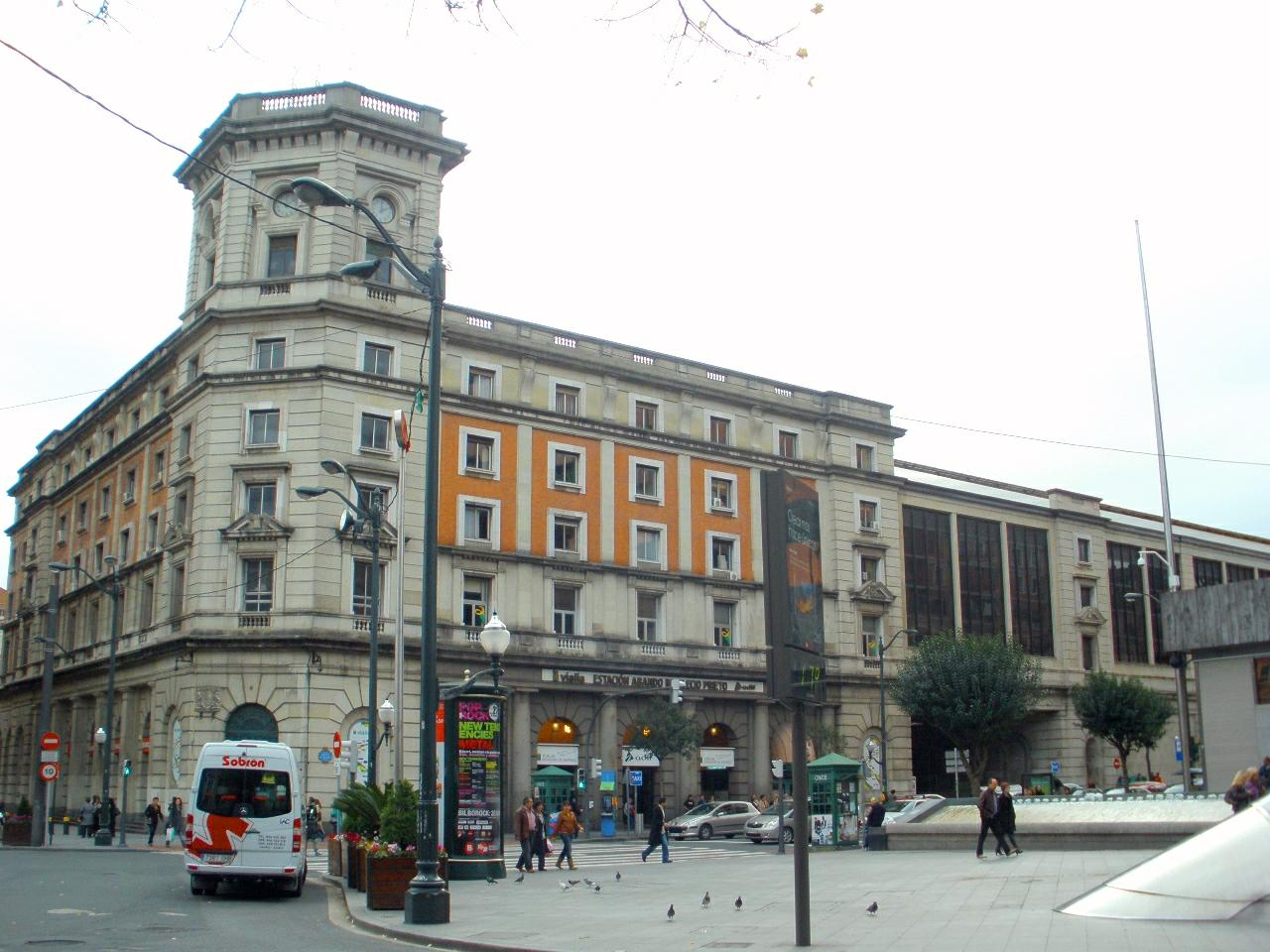
Estación de Abando Indalecio Prieto (Bilbao,1948). Aquí se observa como la piedra envuelve al ladrillo visto. Es frecuente la existencia de torres laterales, balaustradas, etc.

El estilo racionalista, frecuente de la Segunda República, tenía como principal material al cemento, que fue muy desprestigiado por la nueva concepción de la arquitectura. Ernesto Giménez llegó a decir que era un material hostil para colgar un crucifijo.
Especialmente la corriente neo-herreriana usó tres materiales, cada uno con una función simbólica según planteó en 1944 el pensador falangista Ernesto Giménez Caballero: El ladrillo representaba al pueblo llano; la «masa roja» que tenía que ser sometida por la racionalidad, virtud otorgada a la pizarra, usada para las cubiertas y asociada a la germanidad de la que el pueblo español desciende. La piedra se relacionaba con el pasado romano, asociando esta civilización como matriz de España (usada en la base del edificio).
La técnica de construcción principal fue el uso de hormigón armado en prácticamente toda la estructura.

### La Dirección General de Arquitectura
En junio de 1939 ocurre en Madrid la I Asamblea de Arquitectos, que daría paso en septiembre a la creación de la Dirección General de Arquitectura, presidida por el falangista Pedro Muguruza y dependiente del ministerio de la Gobernación. Este órgano directivo controlaría a la arquitectura en el país y todos los arquitectos estarían subordinados a él.

## Arquitectura del Aperturismo

### Arquitectura racionalista

#### Origen y difusión en España

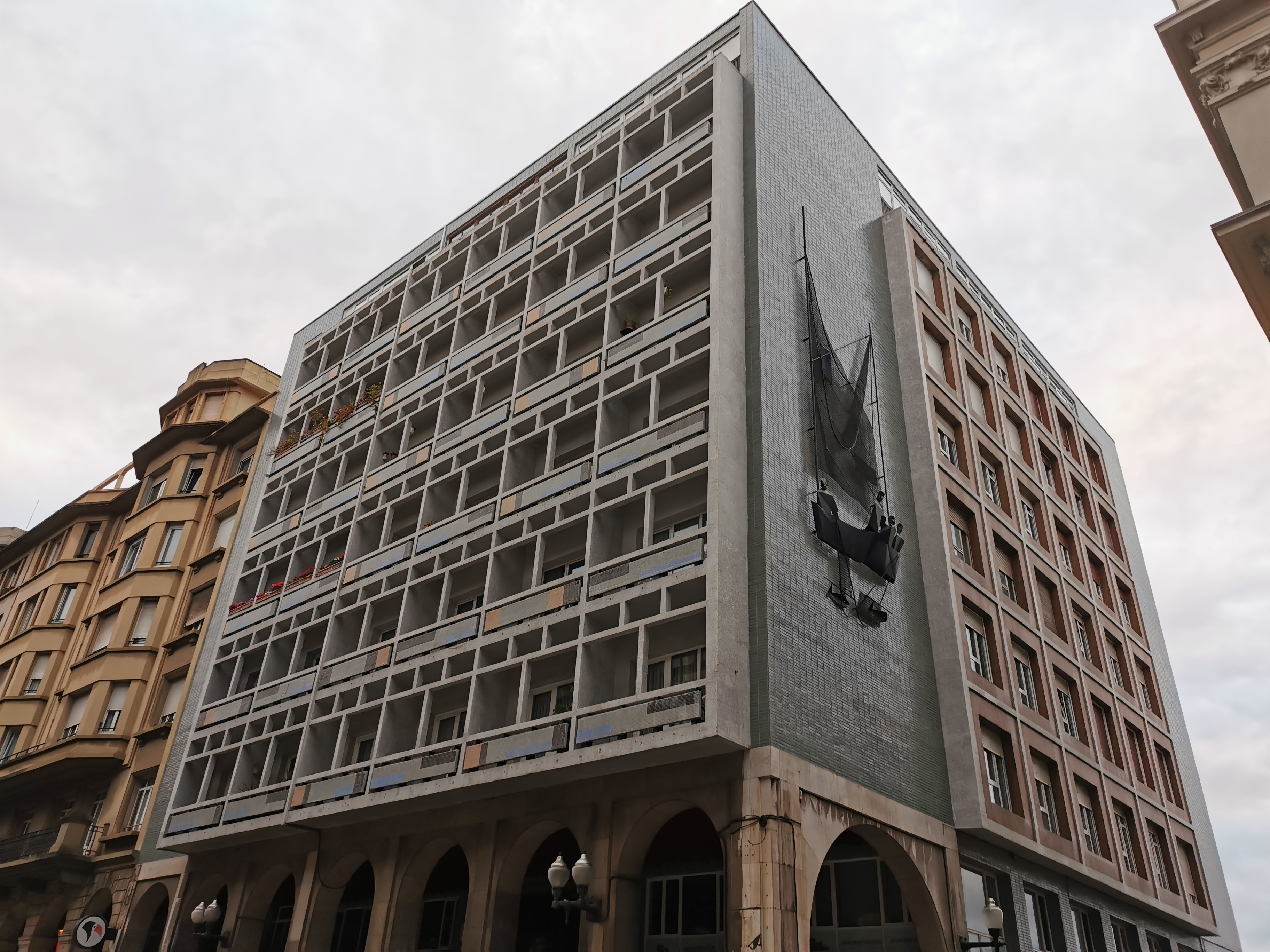
Edificio Garmoré (Gijón, 1957).

Durante los años 1930 el estilo predominante había sido el racionalismo, totalmente desprestigiado tras la Guerra Civil por el nuevo régimen.
A finales de los 1940, ante una incipiente liberación del régimen, la arquitectura deja de estar tan controlada por el Estado mediante la DGA. El estilo historicista anterior se había quedado desfasado y asociado al franquismo, por lo que los arquitectos adoptan paulatinamente esta nueva arquitectura. A pesar de ser un edificio plenamente estatal, es ejemplo de arquitectura racionalista la Sede Central del llamado Sindicato Vertical, Madrid. Construido entre 1949 y 1956 por los arquitectos Cabrero y Aburto, tiene formas de la arquitectura fascista italiana.En 1948 aparece en Santillana del Mar (Cantabria) la Escuela de Altamira, que buscaba reintroducir las formas y planteamientos del Movimiento Moderno mediante la organización de Semanas Internacionales de Arte Contemporáneo.A principios de 1950 el arte contemporáneo empieza a ser más difundido y aceptado entre los círculos estatales e intelectuales, inaugurando Franco la Bienal de Arte Hispanoamericano en Madrid en 1951.Los arquitectos racionalistas de renombre internacional como Le Corbusier, Mies van der Rohe, Neutra, Wright comienzan a ser conocidos en España.En 1957 jóvenes arquitectos y artistas españoles ganan premios en dos exposiciones internacional, en la Exposición General de Bruselas y en la XI Trienal de Milán. Su presencia es hecho de la voluntad del país de externalizarse e innovar artísticamente.

A pesar de ya no contar con trabas ideológicas la escasez de materiales de diseño que se usaba en la arquitectura moderna estadounidense supuso un gran revés para los arquitectos, que innovaron con las materias que disponían, usando, por ejemplo, ladrillo visto o bóvedas tabicadas.

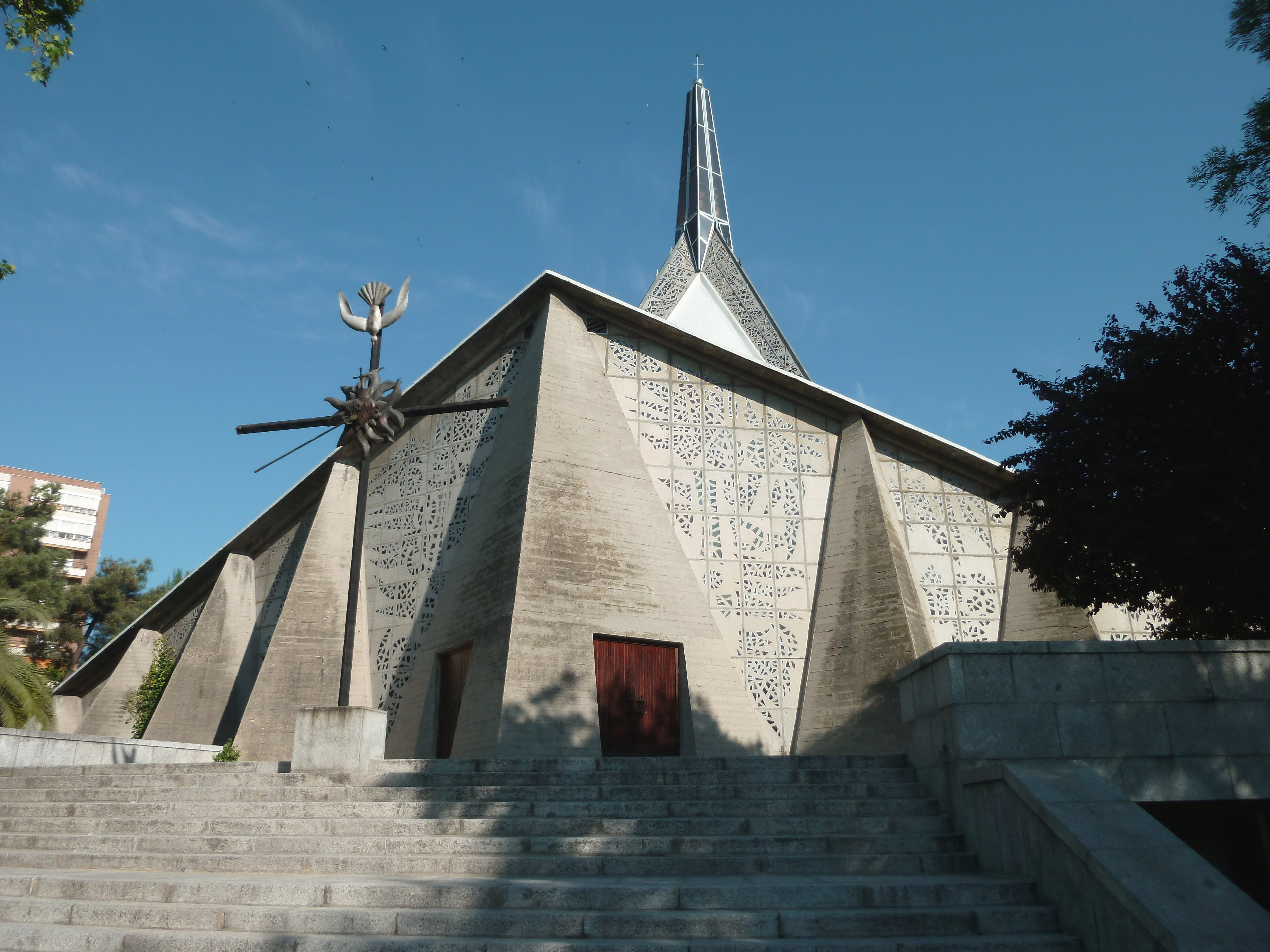
Iglesia de Nuestra Señora de Guadalupe, Madrid, 1967.

#### Arquitectura religiosa
Sin embargo, el Movimiento Moderno regresaría a España de la mano de la arquitectura religiosa a principios de los 1950. En 1947, el papa Pío XII diría que «es absolutamente necesario dar libre campo también al arte moderno siempre que sirva con la debida reverencia y el honor debido a los sagrados sacrificios y a los ritos sagrados». La arquitectura religiosa sería de gran interés para los arquitectos, como pueden ser Luis Moya, Miguel Fisac o Fernández del Amo, del que destacan sus iglesias en pueblos de colonización.

#### Arquitectos y obras

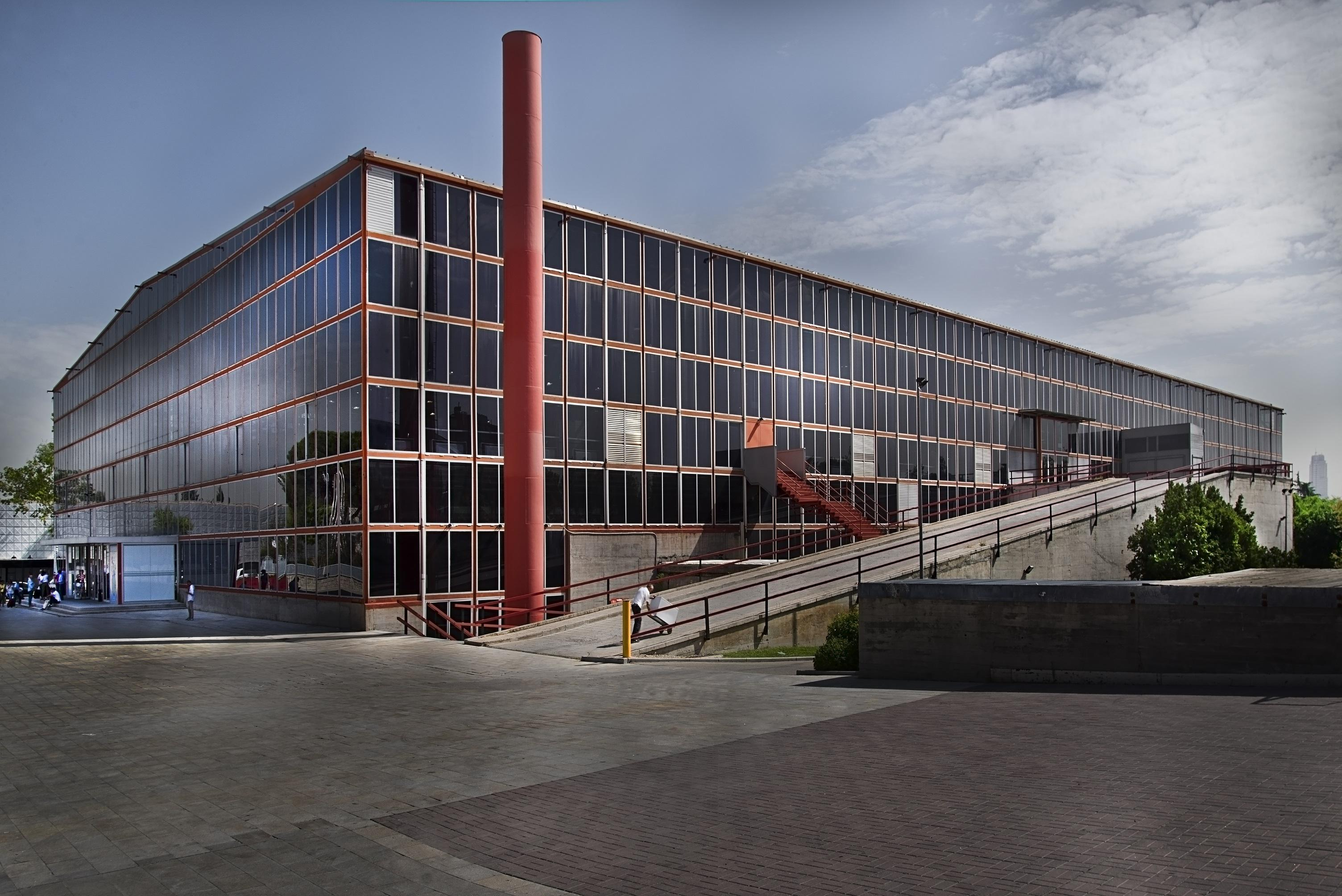
Pabellón de Cristal de la Casa de Campo (1964)

Destacan arquitectos como Javier Carvajal y García de Paredes (Pabellón español de la  XI Trienal de Milán, 1957), Corrales y Molezún (Pabellón de España para Bruselas, 1958), Francisco de Asís Cabrero (Pabellón de Cristal de la Casa de Campo, 1964), Alejandro de la Sota Martínez (Gimnasio del Colegio Maravillas, 1962), José Antonio Coderch (Casa Rozes, 1962) o Miguel Fisac (Laboratorios JORBA, 1965).A la mayoría los arquitectos racionalistas de esta segunda vuelta se les agrupa bajo el nombre de escuela de Madrid, por el gran número de obras existentes en la ciudad.

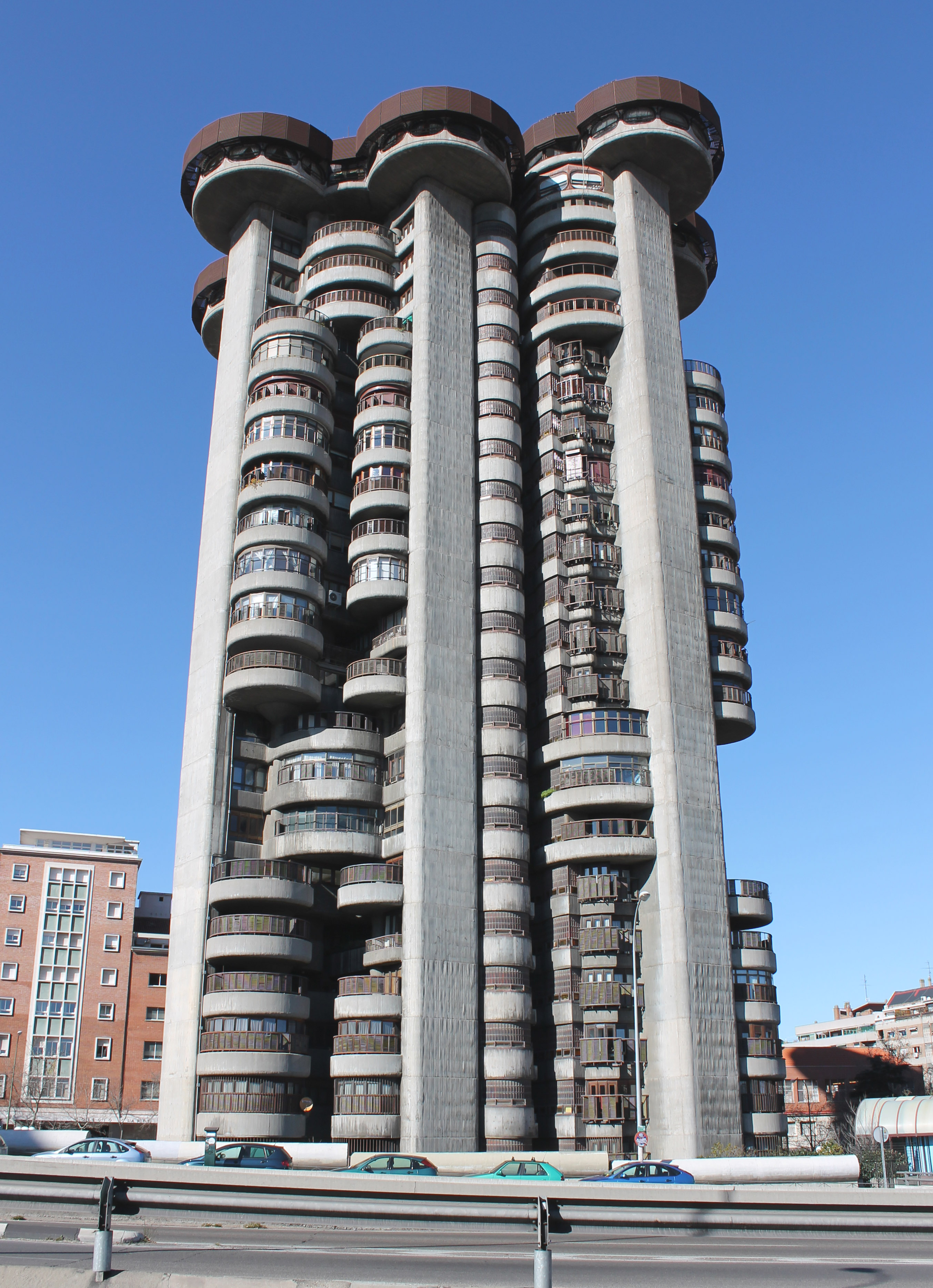
Edificio Torres Blancas, 1968

### Arquitectura orgánica
De menor difusión en España, este estilo aparecido a principios de los 1960 proponía formas más ondulantes, de carácter orgánico. Destacan el edificio de Torres Blancas de Francisco Javier Sáenz de Oiza (Madrid, 1968) o el Edificio Girasol (Madrid, 1966) y Edificio Trade (Barcelona ,1968), de José Antonio Coderech.El principal arquitecto de este periodo sería Fernando Higueras, donde destaca su principal obra; la sede del IPCE (1970).

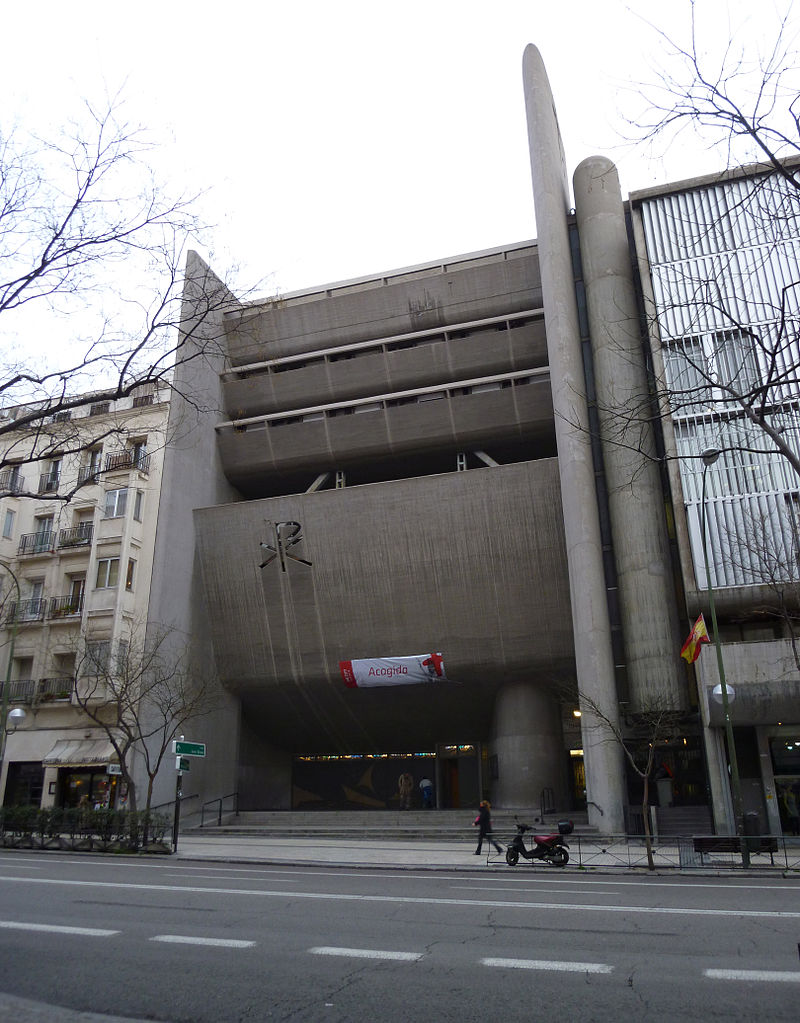
Iglesia de Nuestra Señora del Rosario de Filipinas (1970)

### Arquitectura brutalista
El brutalismo en España sería popular en los últimos años de vida de Francisco Franco, en la primera mitad de los años 1970. Debido al alto coste de construcción, los edificios estarían destinados a viviendas de lujo principalmente y como manifestaciones artísticas. Se podría destacar a la Torre de Valencia de Javier Carvajal Ferrer (Madrid, 1973), a la Iglesia de Nuestra Señora del Rosario de Filipinas (1970), con la peculiaridad que no es un edificio extenso, teniendo únicamente un alzado frontal, a La Fábrica de Ricardo Bofill (San Justo Desvern, 1975) o a la urbanización Walden 7, en la misma localidad y del mismo autor.

## Urbanismo

### Reconstrucción de posguerra

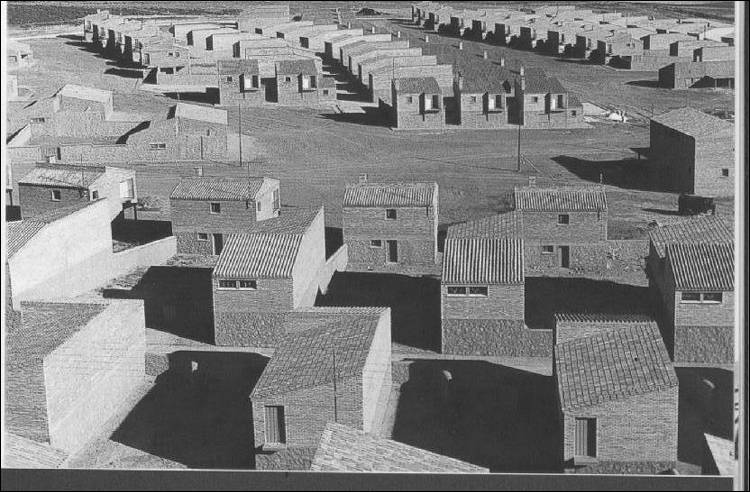
El pueblo de Cañada de Agra en construcción, provincia de Albacete.

Después de la Guerra Civil el nuevo Régimen tuvo que afrontar la destrucción de multitud de zonas urbanas, entre otras infraestructuras. Unas 200 localidades habían sido destruidas a más de un 60% y 102 localidades a más de 75%, sumando en toda España unas 250.000 viviendas dañadas.José Luis Escario fijó a finales de la guerra el coste de reconstrucción urbana en 2.500 millones de pesetas.Además, decenas de ciudades sufrían graves problemas de chabolismo debido a la escasez de vivienda. En 1950 se contabilizan en Madrid a 400.000 habitantes en infraviviendas, distribuidas en 30 barriadas.

### Pueblos nuevos o colonias
El Instituto Nacional de Colonización (1939) promocionaría la construcción de más de 300 pueblos enteros en zonas rurales empobrecidas para estimular la producción agraria. Se contrataron arquitectos como Alejandro de la Sota Martínez, José Luis Fernández del Amo y José Antonio Corrales entre otros. El planteamiento urbanístico reproducía el esquema de los pueblos tradicionales castellanos y andaluces, pivotando alrededor de una plaza mayor y una iglesia. Se buscaba que, con base en unos criterios comunes, ningún pueblo fuera igual, dando paso a una creatividad vanguardista.
Este proyecto iba estrechamente relacionado con las intenciones de mejorar el campo español mediante obras hidráulicas, especialmente embalses. En 1939 había 180 y en 1970 se habían construido otros 376, la mayoría entre 1955 y 1970.

### Desarrollismo

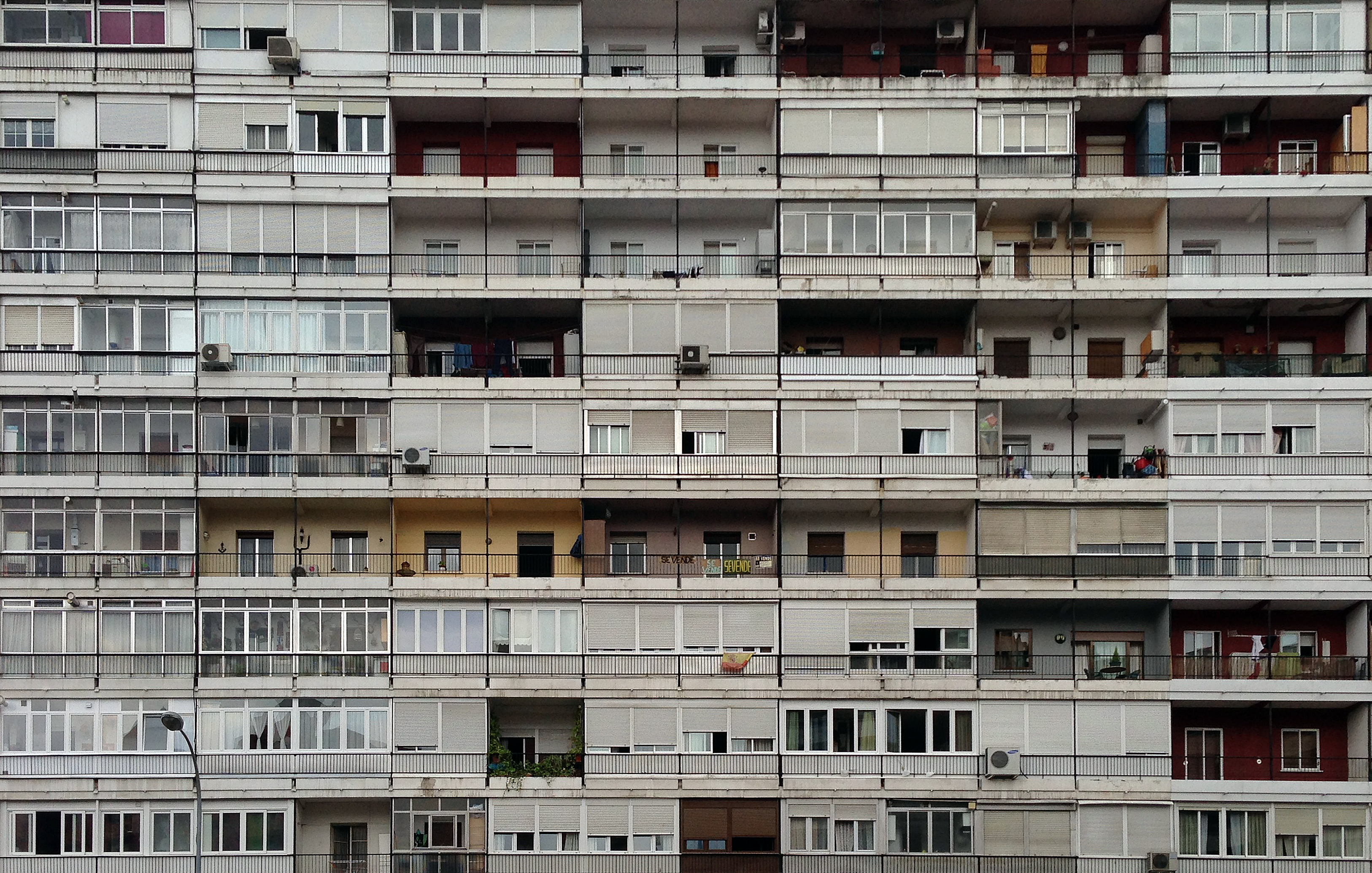
Complejo residencial del Parque Calero (Madrid)

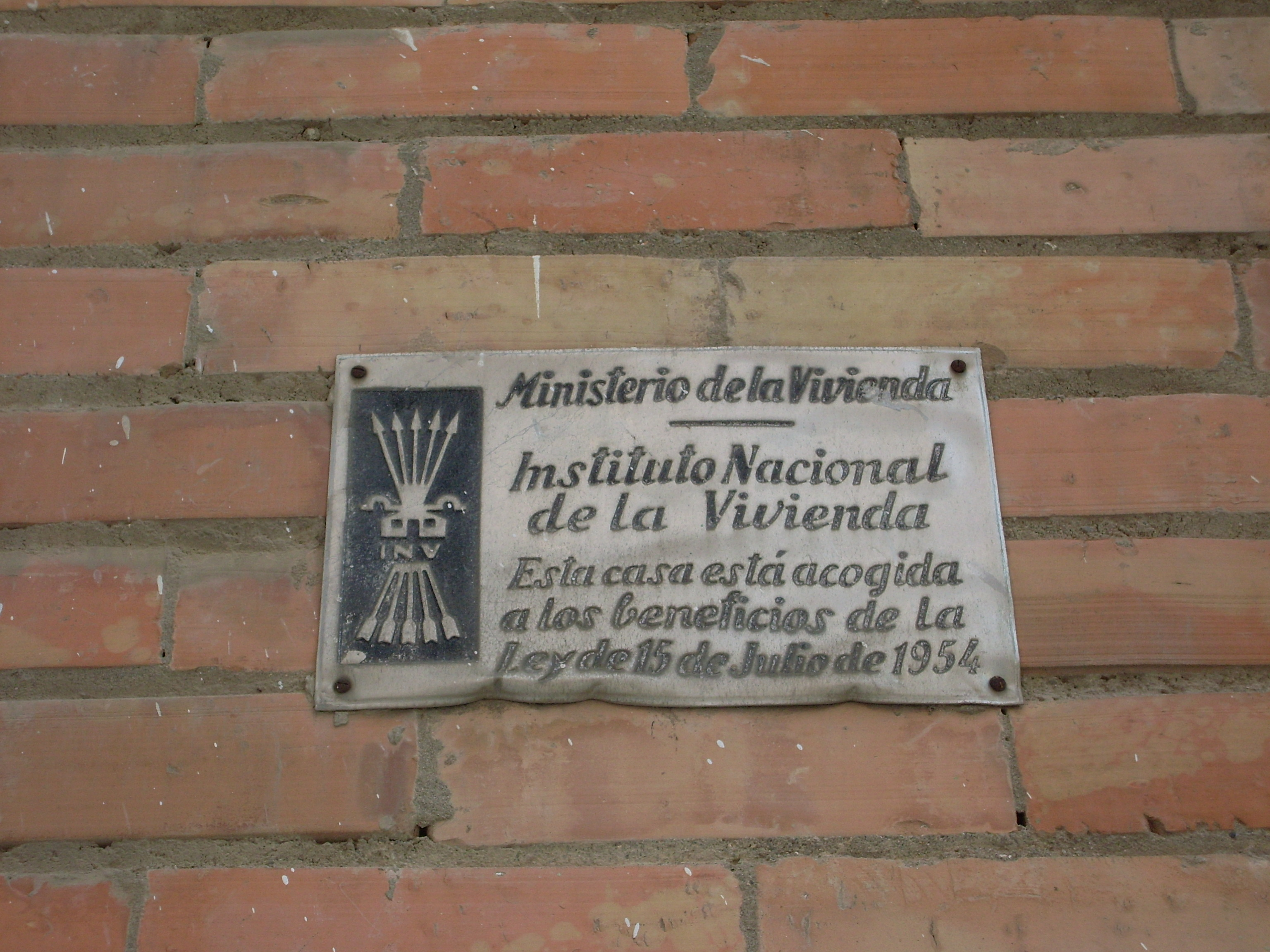
Placa del INV en referencia a la ley de 1954 que promocionó la construcción de miles de viviendas en todo el país.

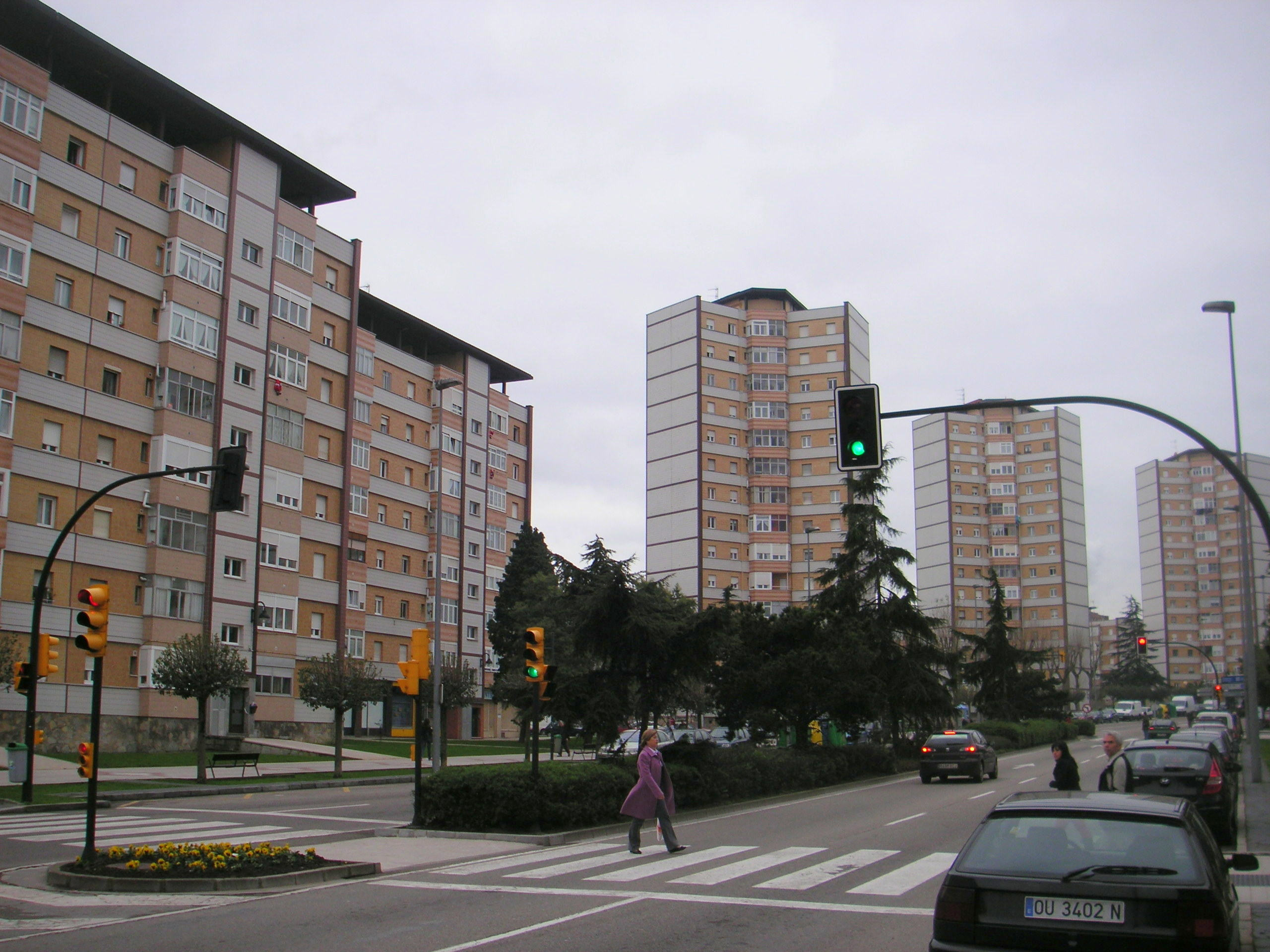
Las Mil Quinientas, Gijón. Los polígonos residenciales fueron un popular sistema para la construcción de nuevos barrios. Fue inaugurado en 1960 y era de promoción pública con construcción privada.

El segundo franquismo estuvo caracterizado por el desarrollismo, denominación que recibe el gran avance económico del país entre 1959 y 1975. Este boom económico conllevó la emigración interna de millones de habitantes rurales a zonas urbanas, ocurriendo una enorme escasez de vivienda y un gran problema de proliferación del chabolismo. Esto fue paulatinamente solucionado a duras penas mediante planes de vivienda pública. El más grande de ellos; el II Plan Nacional de la Vivienda (1961-1975), construyó cuatro millones de viviendas. Estas actuaciones, llevadas a cabo por el Instituto Nacional de la Vivienda (1939) estuvieron respaldas por la Ley de Viviendas de Renta Limitada de 1954, que impulsó la vivienda social y el control de precios en un primer momento. Años más tarde la vivienda dejaría paulatinamente de estar controlada por la FET de las JONS a través del INV, proliferando el poder de las empresas promotoras-constructoras, sin depender tanto de un organismo estatal (esto se aprecia en la gran altura que pueden llegara tener estos edificios). El desarrollo urbanístico que llevaron a cabo estas empresa no tenía el menor interés artístico, siendo mermada la función y relevancia del arquitecto. Es por ello que el edificio promedio de este periodo sufre grandes deficiencias técnicas y estéticas, así como la falta de supervisión en su construcción de parte del colegiado. La pérdida de sensibilidad artística del inmueble desfigura el paisaje urbano de las ciudades españolas. Es de ello ejemplo las colmenas, tipo de vivienda residencial de alta densidad.